# Hongkong ved sommer-OL 2024
Hongkong deltog i sommer-OL 2024 i Paris, Frankrig i perioden 26. juli til 11. august 2024.
Atleter for Hongkong vandt i alt fire medaljer.

## Medaljer
| 2024 Paris | Guld | Sølv | Bronze | Total |
| Hongkong   | 2    | 0    | 2      | 4     |

### Medaljevinderne
| Hongkong ved sommer-OL 2024 i Paris | Hongkong ved sommer-OL 2024 i Paris | Hongkong ved sommer-OL 2024 i Paris | Hongkong ved sommer-OL 2024 i Paris | Hongkong ved sommer-OL 2024 i Paris |
| Medalje                             | Navn                                | Sport                               | Event                               | Dato                                |
| ----------------------------------- | ----------------------------------- | ----------------------------------- | ----------------------------------- | ----------------------------------- |
| Guld                                | Vivian Kong                         | Fægtning                            | Damernes kårde                      | 27. juli                            |
| Guld                                | Cheung Ka Long                      | Fægtning                            | Herrernes fleuret                   | 29. juli                            |
| Bronze                              | Siobhán Haughey                     | Svømning                            | Damernes 200 m fri                  | 29. juli                            |
| Bronze                              | Siobhán Haughey                     | Svømning                            | Damernes 100 m fri                  | 31. juli                            |